# مدرسه ملی فیلم ووچ

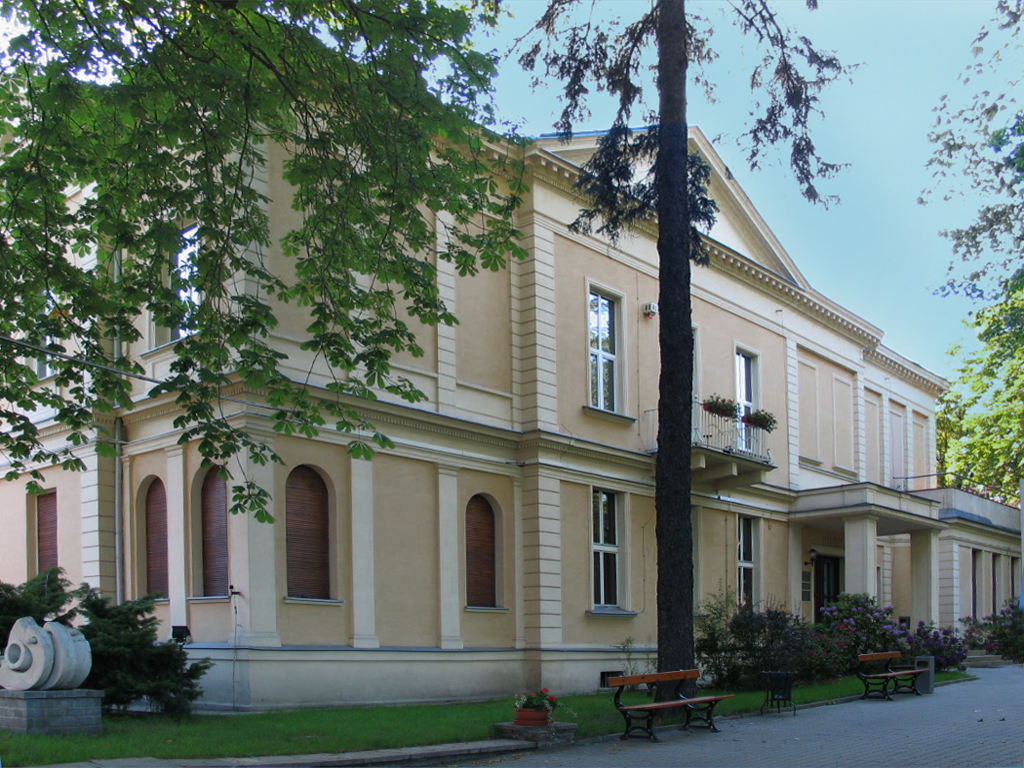

مدرسه ملی فیلم-تلویزیون و تئاتر لهستان- ووچ (به لهستانی: Państwowa Wyższa Szkoła Filmowa, Telewizyjna i Teatralna im)
مدرسه ملی فیلم در سال ۱۹۴۸ بنیان گذاشته شد. بعد از جنگ در سال ۱۹۴۵ لودز تنها شهر بزرگ نزدیک ورشو بود که در طول جنگ ویران نشد. قبل از جنگ ورشو و کراکف مراکز فرهنگی بودند اما اکنون لودز نامش را سریعاً در جایگزین کرده بود. تئاترها- کاباره‌ها- سینماها و اپراها دوباره شروع شدند؛ و بازیگران و کارگردانها و غیره که در طول جنگ پراکنده شده بودند را بار دیگر جذب کردند.